# Leerdam
Leerdam – gmina w Holandii, w prowincji Utrecht.
W miejscowości jest stacja kolejowa Leerdam.

## Miejscowości
Kedichem, Oosterwijk, Schoonrewoerd.